# Anagrus vilis
Anagrus vilis är en stekelart som beskrevs av Donev 1989. Anagrus vilis ingår i släktet Anagrus och familjen dvärgsteklar. Inga underarter finns listade i Catalogue of Life.